# Hércules Mériadec de Rohan
Hércules Mériadec de Rohan (París, 8 de mayo de 1669-ibíd., 26 de enero de 1749), duque de Rohan, fue un miembro de la principesca Casa de Rohan. Se casó dos veces, y fue el abuelo de Charles de Rohan, Príncipe de Soubise. Su primera esposa era la hija de Madame de Ventadour. Es conocido en los textos contemporáneos como el príncipe de Rohan.

## Biografía
Era el cuarto de los once hijos de Francisco de Rohan y de Ana de Rohan-Chabot, cuyo matrimonio dio lugar a los Soubise en la línea de la Casa de Rohan. Su familia afirmó ascendencia de los duques de Bretaña en la corte francesa, por lo que se le permitió el rango de príncipe extranjero. Esto le daba, a su familia y a él, derecho al estilo de Alteza y otros privilegios en la corte.
Su madre era amante de Luis XIV. En ese momento, se sospechó que su hermano menor, Armando Gastón Maximiliano de Rohan, de hecho, era hijo de Luis XIV.
Como segundo hijo, Hercules Mériadec se convirtió en heredero en 1689 por la muerte de su hermano mayor, Luis, que murió a los 22 años. Fue nombrado Príncipe de Maubuisson hasta 1714 cuando fue nombrado Duque de Rohan-Rohan (a diferencia del Duque de Rohan, el título que tenían sus primos).

### Matrimonios e hijos
Se casó dos veces. Su primera esposa fue Ana Geneveva de Lévis (Anne Geneviève de Lévis), hija de Luis Carlos de Lévis y de Carlota de La Motte Houdancourt (más conocida como Madame de Ventadour, institutriz del joven Luis XV).Ana Geneveva de Lévis, había enviudado en 1692 tras casarse con Louis de La Tour d'Auvergne, hijo de Godofredo Mauricio de La Tour d'Auvergne y María Ana Mancini. Él murió en batalla, así, ella y Hércules Mériadec se casaron en París el 15 de febrero de 1694.
El matrimonio tuvo cinco hijos, tres de los cuales tendrían descendencia. Él perdió a su único hijo, Julio debido a la viruela en 1724, así como su nuera. Su nieto Charles de Rohan, Príncipe de Soubise, nació en el año 1710 y después de la muerte de sus padres, fue adoptado por el propio Hércules Mériadec para convertirlo en un hombre de la corte.
- Luisa Francisca de Rohan (4 de enero de 1695-27 de julio de 1755) se casó cono Jules Paul de La Porte Mazarin, nieto de Armando Carlos de La Porte de La Meilleraye y de Hortensia Mancini. Tuvieron descendencia y fueron abuelos de Luisa de Aumont, como tal, el actual Príncipe de Mónaco, Alberto II de Mónaco es un descendiente de Hércules Mériadec.
- Carlota Armande de Rohan, abadesa de Jouarre (19 de enero de 1696-2 de marzo de 1733) nunca se casó.
- Julio Francisco Luis de Rohan, príncipe de Soubise (16 de enero de 1697-6 de mayo de 1724) se casó con Julia Ana de Melun, con descendencia, y murió debido a la viruela.
- Isabela María Gabriela Angélica de Rohan (1699-1754) se casó con José María de Hostun de La Baume-Tallard, duque de Hostun, y Duque de Tallard, sin descendencia.
- Luisa Gabriela Julia de Rohan (11 de agosto de 1704-12 de marzo de 1741), tuvo descendencia.

Hércules Mériadec sobrevivió a su esposa 22 años: Ana murió en marzo de 1727.
El viudo Hércules Mériadec, se volvió a casar el 2 de septiembre de 1732 con María Sofía de Courcillon (Marie-Sophie de Courcillon: 1713–1756), que había sido amante del famoso mujeriego Louis François Armand de Vignerot du Plessis. Ella, era hija de Philippe Egon de Courcillon y Françoise de Pompadour, duquesa de La Valette. También era nieta de Philippe de Courcillon, marqués de Dangeau, y de la princesa Sofía de Löwenstein-Wertheim-Rochefort.
Murió en París, en la Rue de Paradis. Su nieto Carlos le sucedió a los títulos de Rohan-Soubise.